# Panda mare
Panda mare (Ailuropoda melanoleuca), colocvial numit ursul panda, este o specie de urși nativă în sudul Chinei centrale. Deși aparține de ordinul Carnivora, panda mare se hrănește în proporție de 99% cu bambus. În sălbăticie ocazional mănâncă și alte ierburi, și părți ale unor plante, sau chiar carne sub formă de păsări, rozătoare, sau leșuri. În captivitate ei mai primesc miere, ouă, pește, igname, frunze de arbuști, portocale sau banane, dar și mâncare special preparată.
Panda mare trăiește în câteva lanțuri muntoase din China centrală, în principal în Sichuan, dar de asemenea și în învecinatele Shaanxi și Gansu.
Panda mare este o specie vulnerabilă.

## Generalități
În puținele populații cu efectiv redus, ce trăiesc în pădurile montane ale Chinei Centrale, urșii panda sunt printre cele mai rare mamifere de pe glob.
Urșii panda ajung în lungime până la 1,5 m și aproximativ 1.75 m în înălțime. Masculii sunt cu 10-20% mai mari decât femelele. Masculii cântăresc până la 150 kg, iar femelele până la 125 kg.
Panda este una dintre speciile de urși care au cea mai lungă coadă, care ar putea ajunge până la 5–6 cm lungime. Urșii panda trăiesc  până la 25-30 de ani.
Urșii panda consumă exclusiv frunze și lăstari de bambus. Bambusul este o plantă dulce cu creștere înaltă, pe care ursul panda o mărunțește cu ușurință. Dinții ursului panda, ce inițial erau propice smulgerii și mărunțirii cărnii, au evoluat ulterior aplatizându-se, devenind specializați în măcinat pentru a aduce hrana la o consistență de pastă.

## Populație
La ora actuală mai trăiesc circa 1.600 exemplare în sălbăticie, iar viitorul acestei specii se anunță a fi unul deosebit de sumbru.
Populația actuală de urși panda sălbatici trăiește doar în 6 masive muntoase situate între câmpia Sichuan și platoul tibetan. Se consideră că, peste 70 ani, din cauza fenomenului de încălzire globală, jumătate din arealul actual al urșilor panda nu va mai putea fi locuit de aceștia.
Subspecii:
- †Ailuropoda melanoleuca hastorni
- Ailuropoda melanoleuca melanoleuca
- Ailuropoda melanoleuca qinlingensis